# Municipio de Elizabeth (Minnesota)
El municipio de Elizabeth (en inglés: Elizabeth Township) es un municipio ubicado en el condado de Otter Tail en el estado estadounidense de Minnesota. En el año 2010 tenía una población de 819 habitantes y una densidad poblacional de 8,89 personas por km².

## Geografía
El municipio de Elizabeth se encuentra ubicado en las coordenadas 46°24′31″N 96°4′26″O / 46.40861, -96.07389. Según la Oficina del Censo de los Estados Unidos, el municipio tiene una superficie total de 92.13 km², de la cual 82,38 km² corresponden a tierra firme y (10,59 %) 9,75 km² es agua.

## Demografía
Según el censo de 2010, había 819 personas residiendo en el municipio de Elizabeth. La densidad de población era de 8,89 hab./km². De los 819 habitantes, el municipio de Elizabeth estaba compuesto por el 98,53 % blancos, el 0,73 % eran afroamericanos, el 0,12 % eran amerindios, el 0,24 % eran asiáticos y el 0,37 % eran de una mezcla de razas. Del total de la población el 1,47 % eran hispanos o latinos de cualquier raza.